# 輸出補助金
輸出補助金（ゆしゅつほじょきん、英: Export subsidy）とは、企業が輸出量を増やすことで政府から受け取る補助金のこと。

## 概要
経済学的には、輸出企業は輸出補助金によって輸出財価格を低く設定でき、輸出売上を増やすことができる。国際貿易機関（WTO）は、後発開発途上国を除いて、直接輸入量の増加を促すような補助金を禁止している。
輸出補助金は、国内販売価格を高く維持し国内生産を維持する目的でも行われる。また、国内販売価格を高い水準に維持するために関税などの輸入制限政策が用いられることもある。2015年12月にケニアのナイロビで開催されたWTOの第10回閣僚会議では、WTO加盟国間で農産品への輸出補助金を撤廃することに同意した。
輸出財を生産するのに用いた中間財を輸入する際に支払った関税を還付する制度も輸出補助金と同等の効果がある。減税という形で輸出補助を行う国もある。米国では、米国産の財の輸出企業は利子課税内国国際販売法人（英：Interest Charge Domestic International Sales Corporation, IC-DISC）を通じて減税を受けることができる。

## 相殺関税
輸出補助金は、必要以上に国内輸出産業を保護し輸入国の輸入産業に打撃を与える不公正な貿易につながると認識されている。したがって、国際貿易機関（WTO）のルールの下では、輸出を直接増加させるような輸出補助金は禁止されている。輸出補助金の存在が認められ、当該輸出が輸入国の輸入産業に負の影響を与えていると判断される場合は、輸入国は輸出補助金によって低下した分の価格を相殺する相殺関税の課税が許容されている。関税及び貿易に関する一般協定（GATT）の第5条と補助金及び相殺措置に関する協定（Agreement on Subsidies and Countervailing Measures, 以下相殺措置協定）を基に相殺関税措置をとるかどうかが決定される。

## 経済分析

### 寡占市場のケース
戦略的貿易政策理論の枠組みのブランダー＝スペンサー・モデルでは、寡占市場において政府が戦略的に輸出補助金を行うことによる経済効果が分析されている。航空産業への輸出補助金は禁止されていないことから、エアバスとボーイングがプレイヤーである航空産業を事例に経済分析が行われることが多い。エアバスを補助するEU政府とボーイングを補助する米国政府の両方が輸出補助金を拠出し、結果過当競争によって両企業の利潤が増えず、補助金の拠出額を差し引いた純利益が低下する囚人のジレンマの状態になることが示されている。ただし、状況によっては補助金拠出国の厚生が改善するケース、補助金拠出国と貿易相手国の両方の厚生が上昇しパレート改善となるケースもある。

### 完全競争市場のケース
完全競争市場における輸出補助金の厚生効果についての部分均衡分析を行うと、輸出補助金を拠出した国が小国である場合は、国内価格が輸出補助金の分のだけ上昇し、交易条件が悪化し、国内厚生が必ず悪化する。また、輸出補助金の一部は輸入国の利益となり、自国から外国に所得移転されることとなる。そして、自国の厚生と外国の厚生を含めた世界全体の厚生は悪化する。